# سرگئی ساخوراچنکوف
سرگئی ساخوراچنکوف (روسی: Серге́й Николаевич Сухорученков؛ زادهٔ ۱۰ اوت ۱۹۵۶) دوچرخه‌سوار اهل روسیه است.
وی در مسابقات کشوری و بین‌المللی در مجموع برندهٔ ۱ مدال طلا شده‌است.